# Gottlob Mathias von Borcke

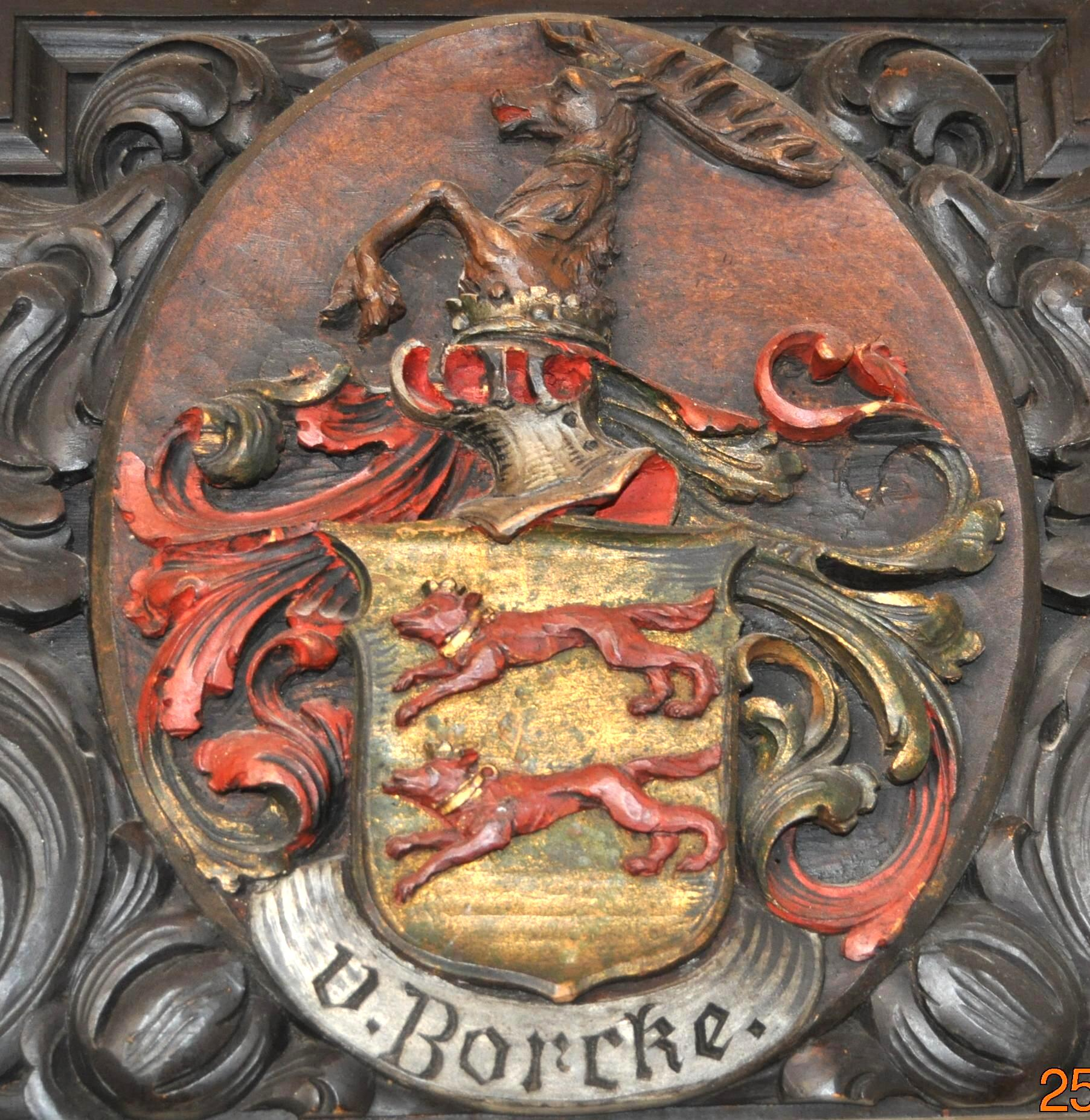
Herb rodowy

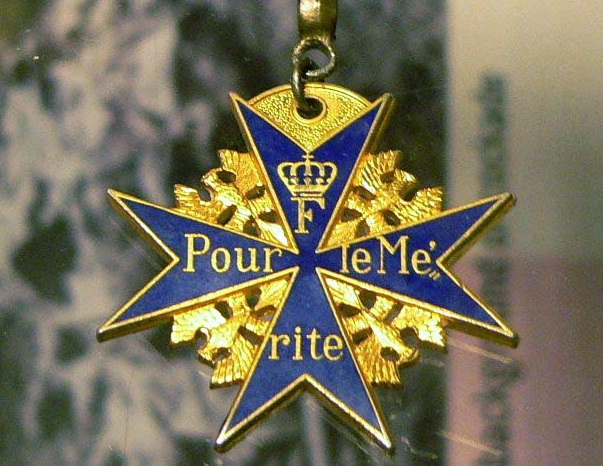
Pour le Mérite

Gottlob Mathias Siegfried von Borcke (ur. 26 lipca 1717 w Wriezen – zm. 10 marca 1797 w  Roggow) — pruski generał, dowódcą 7 Pułku Dragonów. Odznaczony orderem Pour le Mérite.

## Rodzina
Jego ojcem był pruski podpułkownik, dowódca Driesen Melchior Felix von Borcke (1686-1753), a matką Auguste Katharina z domu von Soldan (1691-1748). Gottlob Mathias von Borcke nie założył rodziny. Należał do pomorskiego rodu Borcke.

## Kariera
- W 1731 zaciąga się do Bayreuth Dragoon Regiment jako Fahnenjunker
- 25 lutego 1735 zostaje chorążym
- Podporucznikiem został 12 września 1739
- Bierze udział w I wojnie śląskiej
- Walczy w bitwie pod Mollwitz
- Bierze udział w bitwie pod Chotusitz
- W II wojnie śląskiej walczył pod Hohenfriedberg i Kesselsdorf
- W dniu 12 stycznia 1749 awansowany do stopnia Oberleutnant
- Bierze udział w wojnie siedmioletniej
- Walczy pod Lobositz, Breslau, Leuthen, Torgau i Hochkirch
- 24 lutego 1757 został kapitanem sztabowym
- Dnia 14 lutego 1759 mianowany kapitanem i dowódcą szwadronu
- 13 listopada 1760 zostaje majorem
- Awansował do stopnia pułkownika 27 maja 1775
- 19 marca 1778 r. mianowany dowódcą pułku dragonów „Ansbach-Bayreuth”
- W 1778/79 brał udział w wojnie bawarskiej
- 19 marca 1781 r. król mianuje go szefem pułku dragonów „von Apenburg”
- 23 września 1782 r. awansowany do stopnia generała dywizji
- Z okazji parady w Heiligenbeil odznaczony został 7 czerwca 1789 orderem Pour le Mérite
- Ze względu na wiek król Fryderyk Wilhelm II zwolnił go z udziału w nadchodzącej kampanii w maju 1790 roku
- 30 lipca 1790 Borcke obniżył swoją emeryturę do 1200 talarów
- Miesiąc później otrzymuje pozwolenie na noszenie munduru swojego poprzedniego pułku.